# Geopolítica de l'esport

Mapa de les federacions de la FIFA

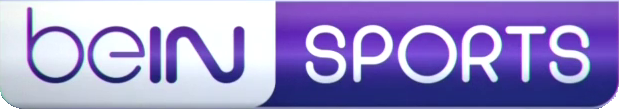
Logotip del canal esportiu de televisió BeIN Sports.

L'expressió geopolítica de l'esport designa l'ús de l'esport com a forma de política propagandística per part d'estats imperials amb què procuren diversos beneficis, com ara una reputació a l'exterior, un apropament a altres països, la cohesió i exaltació de la població, així com l'accés a recursos naturals aliens.
La geopolítica de l'esport mira doncs de trobar les implicacions geopolítiques que hi ha rere les polítiques estatals sobre les diverses disciplines esportives. L'expressió apareix de forma més o menys volguda a partir de la dècada dels 1970 del segle xx als països francòfons i anglosaxons. L'esport hi és comentat com un marcador jeràrquic social i polític, de forma que hauria de permetre visualitzar els conflictes que porten a terme els estats.
L'ús de l'esport com a forma de propaganda no és gens nou. Forma part de l'anomenada política tova d'un estat i consistix a fer la guerra per mitjans no violents. Des de l'antiguitat clàssica grega que s'utilitza l'esport amb finalitats polítiques. És el cas de les ciutats estat gregues i els Jocs Olímpics que servien per exaltar els sentiments grupals de la població a mode de propaganda. Atenes i el món grec estenia el seu prestigi a fora.
La represa a Europa dels Jocs Olímpics al final del segle xix tornà l'esport en una nova manera de fer política per altres mitjans. La intenció era exaltar el nacionalisme i potenciar el soft-power de les potències europees. S'havia de fer dels Jocs Olímpics la nova exposició universal del segle xx. En efecte, les exposicions universals del segle xix van servir amb intencionalitats polítiques, com ara l'alçament d'una imatge positiva a l'exterior dels països que rebien l'exposició, així com una vitrina del model de ciutat global de les capitals que les rebien.

## Definició

### Significat i definició de l'àrea d'estudi
L'expressió geopolítica de l'esport és d'usatge recent, difícilment datable però l'ús de l'esport com a eina propagandística porta molt més temps i podem trobar-ne referències a la dècada dels 1910 del segle xix. En efecte, l'expressió geopolítica de l'esport designa l'ús de l'esport com a estratègia geopolítica per estendre el poder tou a altres països del món.
Quelcom així implica una definició de l'Estat, nació i poder tou.
- l'estat és un territori delimitat per unes fronteres polítiques amb un aparell administratiu i una població que s'hi reconeix
- la nació és un concepte ideològic que fa referència a comunitats imaginàries que prenen la cultura com a fet cohesionador
- el poder tou és l'ús de la guerra per mitjans no violents

La geopolítica de l'esport és doncs una expressió amb què es mira de definir una actitud, la d'explicar els conflictes d'interès rere la propaganda esportista que fa l'estat. Implica l'estudi del nacionalisme com a mètode d'exaltació de la població, l'estudi de les despeses públiques destinades a l'esport, l'estudi de les relacions internacionals sorgides de l'esdeveniment esportiu, etc.

### Crítica a l'estudi geopolític de l'esport
La geopolítica de l'esport és una temàtica concreta de la geopolítica. Tota sola no serveix de res si abans d'això no s'adopta el bagatge general. És a dir, cal inserir-la en el seu context, estudiar-ne el feeback i veure quines són les intencionalitats rere de tal o tal explicació. En efecte, en aquest article hem explicat com el "Barça és més que un club" i com França té una "selecció nacional". Ni l'una ni l'altra. El nacionalisme és una ideologia de comunitats imaginàries. Ni l'una ni l'altre són, sinó que esdevenen reals segons les puguem retratar.
Per això cal tenir en consideració que la geopolítica és un discurs sociològic al servei del poder. El poder és el qui procura fer-ne ús per tal de justificar les seves polítiques. Sent així, la geopolítica, ahir com avui, no és pedagògica, sinó que busca justificar una política concreta. De retruc, la geopolítica de l'esport posa de relleu com l'esport és utilitzat com a forma propagandística per a un estat però, també, com s'utilitza la mateixa geopolítica per justificar la propaganda d'un estat.
Un per menut que es pot exemplificar perfectament en l'anàlisi que el programa d'ARTE Le dessous des cartes fa de la "geopolítica de l'esport. Dins s'hi parlaria de "regions" amb selecció pròpia i no reconegudes, així com "nacions" amb selecció pròpia i reconegudes. Un article de premsa així adopta una perspectiva, la de legitimar el punt de vista de l'imperi, aquell que posseeix sota el seu territori altres nacions. Alhora un article que parla de "nacions" amb selecció pròpia i no reconegudes, així com d'"estats" amb selecció pròpia i reconegudes, adopta el punt de vista contrari però es posiciona a favor dels nacionalismes no "emancipats". És, per tant, no reconèixer l'existència d'un marc ideològic, el del nacionalisme, que permet totes dues lectures. Perquè, al capdavall, qui etiqueta diu més sobre "qui és", en comptes del "com és" la realitat. Per aquest motiu, d'un costat com de l'altre, una lectura "geopolítica" de l'esport comporta una perspectiva i la crítica que se'n podria fer és que no és mai un tipus d'anàlisi neutral, difícilment pot fer-se forma imparcial. Una anàlisi «geopolítica» és, doncs, més política que científica.
Dit això, la geopolítica de l'esport és més un complement i no pas un tot en conjunt. Fer geopolítica de l'esport, és desglossar el poder tou i això inclou altres possibles "geopolítiques" com ara la Geopolítica del cinema, la Geopolítica de la música, etc.

## La guerra per uns altres mitjans

### Política tova
Per comprendre la geopolítica de l'esport, cal abans d'això definir el concepte de poder tou, poder transversal o soft power. Es tracta d'exercir el control de les accions de les persones mitjançant elements culturals com el llenguatge, les expectatives i les imatges. Comprèn tots els productes culturals possibles: la música, els videojocs, el cinema, la televisió i els llibres, de ficció i no ficció.
El soft power no vol designar la natura del poder exercit, sinó descriure el tipus de recursos emprats pel poder, el pes dels quals es revela preponderant per al domini del planeta en tant que imperi. Un domini que li permet tenir accés als recursos naturals aliens. En efecte, mitjançant l'ús del soft power països com ara els Estats Units han promogut guerres pel petroli contra altres estats sense que les morts i les destrosses físiques d'altres poblacions siguin qüestionades.
Un exemple d'això és la construcció durant la dècada dels 2010 per part de la Xina a l'Àfrica d'estadis de futbol amb l'objectiu de tenir-hi un accés fàcil. Es tracta doncs de comprar l'opinió pública mitjançant altres vies. Atès que la guerra porta sang i morts, els estats poden fer ús d'una política dita tova per tal d'imposar les seves voluntats sense que això sigui percebut realment com a imposició, tal com sí acabaria sent-ho si s'hagués emprat la guerra.
Les polítiques toves juguen amb la necessitat de reputació per part de l'ésser humà per desplegar-se.

### L'olimpisme contemporani
La idea d'olimpisme de l'ere moderna és la forma en com es parla de l'ús de l'esport com a mètode de propaganda per part dels imperis amb intencionalitats polítiques. Neix al final del segle xix i sobretot arrel de la Guerra d'Independència de Grècia. Era una guerra de caràcter geopolític atès que s'hi jugava l'accés a la mar mediterrània per part de França, el Regne Unit, Rússia i l'Imperi otomà. França i Anglaterra acordaren a esquenes dividir el territori de parla majoritàriament àrab amb l'objectiu de debilitar-ne el poder otomà i així accedir als recursos naturals, sobretot el petroli. Aquesta estratègia del divideix per regnar millor, pren forma amb la Guerra d'Independència de Grècia l'any 1821 perquè fou utilitzada com el punt de caiguda de l'Antic Règim.
El poeta i editor Panagiotis Soutsos al seu poema Diàleg dels morts, publicat l'any 1833, plantejà la necessitat de tornar a fer renéixer els Jocs Olímpics durant el conflicte. Feia referència a l'ús dels Jocs Olímpics com a forma d'exaltació nacional per fer fora l'Imperi Otomà. Es tractava, en aquest cas, de fer dels Jocs Olímpics un retorn a la rivalitat imperials entre les ciutats estat gregues i l'Imperi persa.
L'any 1850 es financen els Jocs Olímpics de Zappas, celebrats a la plaça de la ciutat d'Atenes. Una idea que, vista en pràctica, agradà a l'imperi francès i britànic, de forma que, un cop aconseguida la independència grega, s'inauguren els Jocs Olímpics de l'era contemporània sota aquests auspicis "la idea olímpica de l'era moderna simbolitza una guerra mundial, que no mostra obertament el seu caire militar, però que dona -per als qui saben llegir les estadístiques esportives- una vitrina de la jerarquia de les nacions".
Per tant, el concepte d'olimpisme contemporani fa referència a l'ús de l'esport ja de forma més genèrica com a forma de fer-se la guerra sense armes i, d'aquesta manera, donar una visualització general de la capacitat militar dels imperis que es troben en combat al món.

#### Pilars de l'olimpisme modern

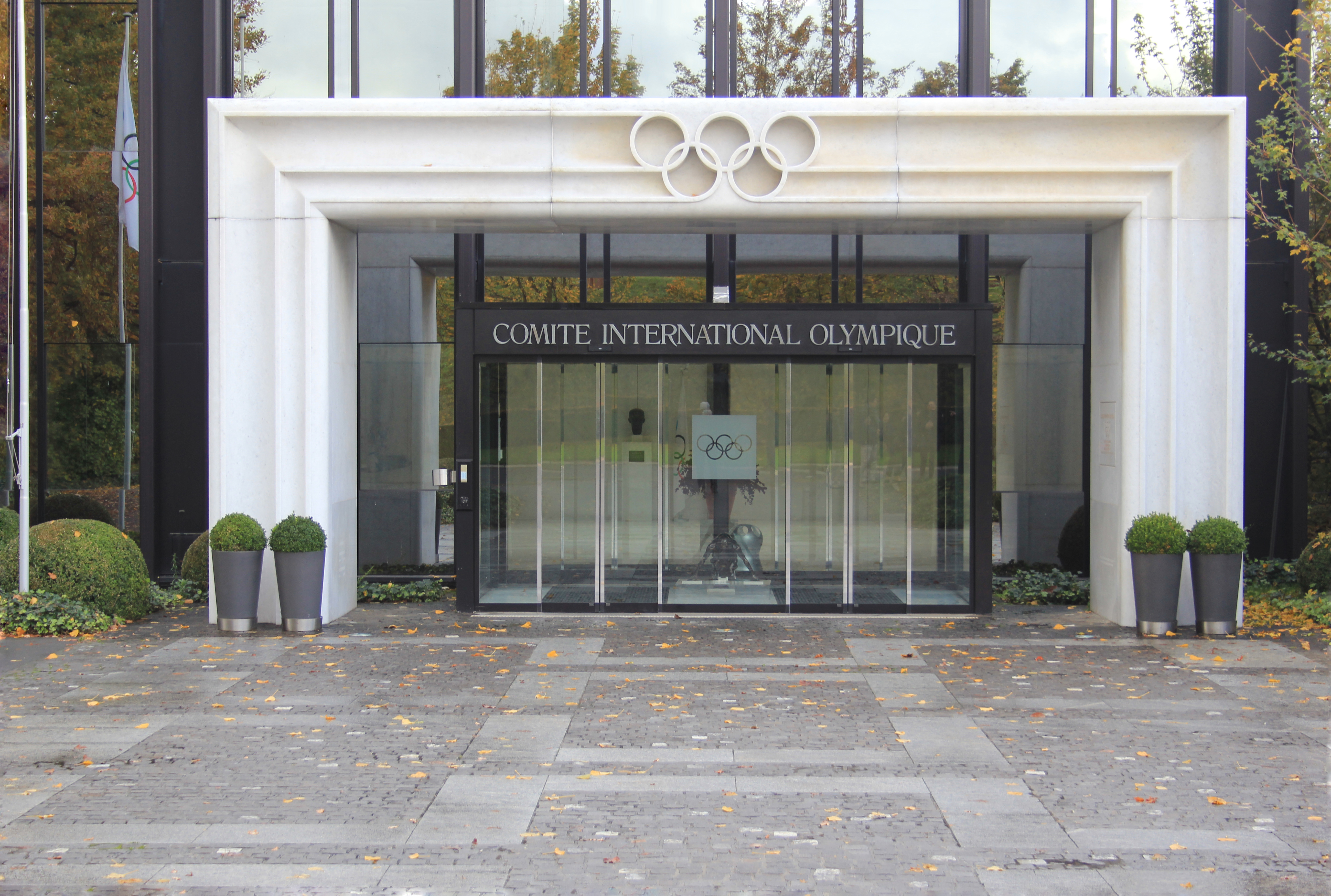
Seu del CIO

Els pilars de l'olimpisme modern es basen en tres pilars:
- el Comitè Olímpic Internacional
- el Comitè Olímpic Nacional
- la Federació Internacional

Es tracta de tres òrgans representatius que en forma d'assemblea controlen i decideixen sobre l'organització dels Jocs Olímpics i que constitueixen al mateix temps el model per a la celebració d'altres esdeveniments esportius arreu del món com ara el futbol o el rugbi. En efecte, el futbol posseeix el seu propi Comitè internacional, que és la FIFA i el rugbi, per la seva banda, el seu, que és la Rugby World.
Funcionen a la majoria dels casos com a còpia de la mateixa Organització de les Nacions Unides en tant que són l'òrgan que aprova qui pot o no pot participar en els Jocs Olímpics i on s'han de celebrar els jocs. Això exclou algunes nacions sense estat, però n'incorpora d'altres. També hi veiem la presència de micro-estats no reconeguts. Tot això posa en evidència els fils polítics que regnen rere aquestes institucions.
Així, com a tal, esdevenen gairebé representants de la política dels estats que hi participen. La clara diferenciació de nivells fa posar en l'arena pública estats menys forts i d'altres més forts o, fins i tot, imperis i estats sotmesos. És un mètode amb què l'imperi pot fer-se encara més visible, raó per la qual molts estats petits, com els micro-estats europeus, han decidit crear els seus propis Jocs Olímpics dels Petits Estats d'Europa.

#### La legislació de l'esport
L'ús de l'esport com a element de la geopolítica ha portat a la seva regulació per part dels estats, com dels mateixos esportistes. La primera intervenció es troba en la difusió de l'esport. En primer lloc amb l'escola i, després, amb els mitjans. L'UER és responsable a Europa de la difusió en antena oberta de les competicions esportives de tipus olimpisme. Òrgan en mans d'Estats perquè els membres són les televisions públiques dels estats que en formen part. Un consell i una assemblea decideix sobre les emissions i l'acceptació de membres. Alhora l'Estat proveeix les federacions esportives d'uns marcs legislatius i d'uns codis, a més de beques i tot tipus d'ajudes que són, en termes oficials, la manera de fomentar una vida sana entre la població.
A escala internacional, són les Federacions Internacionals i el Moviment Olímpic les que gestionen l'esport amb un marc legislatiu, habitualment objecte de controvèrsies. Aquestes són degudes a les polítiques incoherents d'òrgans com la FIFA. En efecte, multar un club de futbol, com el Barça, perquè el seu públic hi porti estelades a favor de la independència de Catalunya, és una decisió política incoherent perquè, sent així, la FIFA mateixa hauria de prohibir l'exhibició de banderes espanyoles, cosa que no fa de manera que l'òrgan s'està posicionat políticament i això dista molt d'ésser imparcial. Alhora la FIFA acostuma a multar clubs de futbol perquè el seu públic xiula a jugadors de color pel fet de ser negres, la qual cosa és polèmica perquè no atura pas les xiulades, perjudica l'equip i no pas l'espectador que és qui hauria de ser multat. També el COI no sempre ha reaccionat davant d'actituds racistes durant l'apartheid, fet que li treu tota mena d'imparcialitat, ans al contrari, més aviat es posiciona amb el feixisme. La tria de les seus dels Jocs Olímpics entren igualment en aquest àmbit. Designar una dictadura totalitària com a seu d'esdeveniment esportiu és posicionar-se amb la dictadura, de forma que quan la FIFA multa el Barça per unes estelades, es posiciona a favor de l'imperialisme més clàssic europeu.
Aquests dos exemples són una minsa capa de tots els exemples que porten a un intent de regulació de l'esport a escala global i que ben sovint resulta en paper mullat. Els mateixes instàncies reguladores són polítiques i les seves decisions corruptes. A aquest fet se li afegeix la gestió dels diners que generen les competicions esportives, uns diners ben sovint desviats a finalitats polítiques de forma que òrgans com la FIFA es troben immerses tot just iniciar el segle XXI en escàndols molt criticats per corrupció.

### Focus històric de la geopolítica de l'esport
Abans del 1945 menys d'una desena de països participaven als Jocs Olímpics. Eren essencialment països europeus com ara Itàlia, Regne Unit, Suècia o França, a més del seus aliats, els Estats Units o Canadà. Aleshores tenim una escenificació del soft power europeu, és a dir, la mostra del domini encara colonial d'Europa de la resta del món.
La cosa canvia progressivament a la dècada dels 50 i 60 del segle xx. Cada vegada són més els països que hi participen i l'eix central es desplaça cap als Estats Units i la Unió Soviètica. Llavors tenim una escenificació dins l'esport de les tensions reals que es viuen a escala política a la Guerra Freda. Ambdós competeixen per mostrar la seva superioritat: l'URSS obté 37 medalles l'any 1956 contra les 32 dels Estats Units. Els Estats Units promouen força sovint els boicots contra l'URSS. Alhora Egipte, l'Iraq i el Líban fan la mateixa cosa l'any 1956 contra les polítiques expansionistes d'Israel i els seus aliats. Espanya, sota la dictadura, i Suïssa, boicotegen al mateix temps els Jocs Olímpics per la intervenció soviètica d'Hongria. A l'edició del 1976 no hi participaren els estats africans per la no exclusió de Nova Zelanda dels jocs, acusada d'actitud racial contra la comunitat negra.
Després de la Primera Guerra Freda, veu l'emergència de noves potències imperials amb una exaltació del seu soft power. La Xina i els països del Golf Pèrsic utilitzen l'esdeveniment per fer-se propaganda internacional, desenvolupar-se econòmicament i deixà palès el domini oriental al món, en detriment de l'occidental.

## Objectius de l'olimpisme contemporani

### Anàlisi de la propaganda
La política tova comprèn perfectament que l'ésser humà és per natura metafísic en el sentit que encara que pugui pensar racionalment, té de forma gairebé inherent la necessitat de creure, tenir alguna fe. Sobre aquest constat antropològic, l'estat imperial fa servir la propaganda a mode d'exaltació de les emocions i passions de la població amb objectius polítics. En efecte, en sociologia s'ha estudiat com l'actuació en grup fa que l'individu perdi de forma progressiva la seva capacitat de crítica i, d'aquesta manera, l'estat pot legitimar les seves polítiques.
L'ésser humà perd la seva facultat crítica perquè s'exalta els sentiments primaris (passió, amor, odi, adhesió o devoció) i, per tant, la persona deixa de racionar i passa a regir-se per sentiments que són subjectius, alterables, exagerats i poc realistes. La persona passa a reaccionar compulsivament i impulsivament sense cap mena de fonament. Quelcom que es torna en una vertadera arma quan s'utilitza col·lectivament.
L'usatge de l'esport amb finalitats propagandístiques pren forma de diverses maneres d'ençà el segle xx, tal com segueix:
- Distracció del públic; es tracta d'atreure l'atenció del públic amb informació irrellevant de manera que la població no es preocupa per altres assumptes de gran cabuda
- Cohesionar la població sota els criteris ideològics de la nació
- Aixecar un mur de bona imatge a l'exterior com a l'interior del país

#### Alguns exemples aplicats
D'aquesta forma, a França, per exemple, el president i copríncep, Emmanuel Macron, decidí celebrar les victòries de l'equip nacional francès de futbol a la Copa del Món del 2018 amb l'objectiu de distraure la població francesa sobre altres problemàtiques: la necessitat de construir-se una bona imatge per guanyar eleccions, la necessitat de no posar èmfasi sobre els negocis armamentístics amb l'Aràbia Saudita, la necessitat de no donar notícies sobre les reformes laborals neopolítiques no acceptades pel poble, etc. És, de fet, una estratègia geopolítica: exaltació del nacionalisme, en nom de França es justifica la guerra contra aquell que vingui a criticar-te.
Un altre exemple el presenta els Estats Units amb les seves participacions als Jocs Olímpics. Són efectivament el país amb més medalles guanyades i això els dona un prestigi de cara a l'exterior força pronunciat. D'aquesta manera, ciutadans d'altres països poden no donar suport als seus propis esportistes, sinó als estatunidencs i, per tant, passen a expressar respecte i curiositat cap a aquest país. Això permet posteriorment implantar multinacionals estatunidenques arreu del món sense que hi hagi fronteres. La societat receptora, les rep sense cap mena d'entrebanc.
Un altre exemple el presenta la Xina amb l'acolliment dels Jocs Olímpics del 2008. Permetia, d'una banda, netejar-se la imatge i, d'altra banda, fer créixer el país econòmicament, de forma que l'estat s'omple de diners a través dels imposts, els quals serveixen posteriorment per pagar-se un exèrcit fort.
A Portugal, com a últim exemple, s'utilitzà el futbol durant l'EuroCopa del 2004 com a mètode de cohesió interna i mostra d'orgull extern, és a dir, d'imatge cap a l'exterior. Per a l'ocasió la mateixa Nelly Furtado canta la "cançó" oficial de l'"Euro" a mode d'himne, fet que la propulsa a l'èxit internacional. Portugal pot dir aleshores que també exporta talent.

### Objectius de la geopolítica de l'esport
Una geopolítica de l'esport permet doncs de:
- Promulgar guerres i genocidis per recursos naturals sense que la població se'n queixi
- Exportar les multinacionals per un ambient acollidor als països estrangers
- Fomentar el comerç intern com extern a través del marxandatge
- Fomentar el creixement econòmic del país mitjançant l'acollida d'esdeveniments esportistes

## Estudis sociològics
L'esport com a pràctica i forma d'entreteniment té efectes sobre la societat i en tant que producció humana és un reflex de la societat mateixa. Per això, estudis en l'àmbit de la sociologia poden ajudar a analitzar la geopolítica de l'esport. En efecte, l'esport, en tant que reflex de la societat, pot ajudar-nos a desxifrar com és el sistema polític, com són les relacions socials en un sistema polític concret i quines són les cosmovisions d'una societat regida en un sistema concret.

### Teatralització de la societat

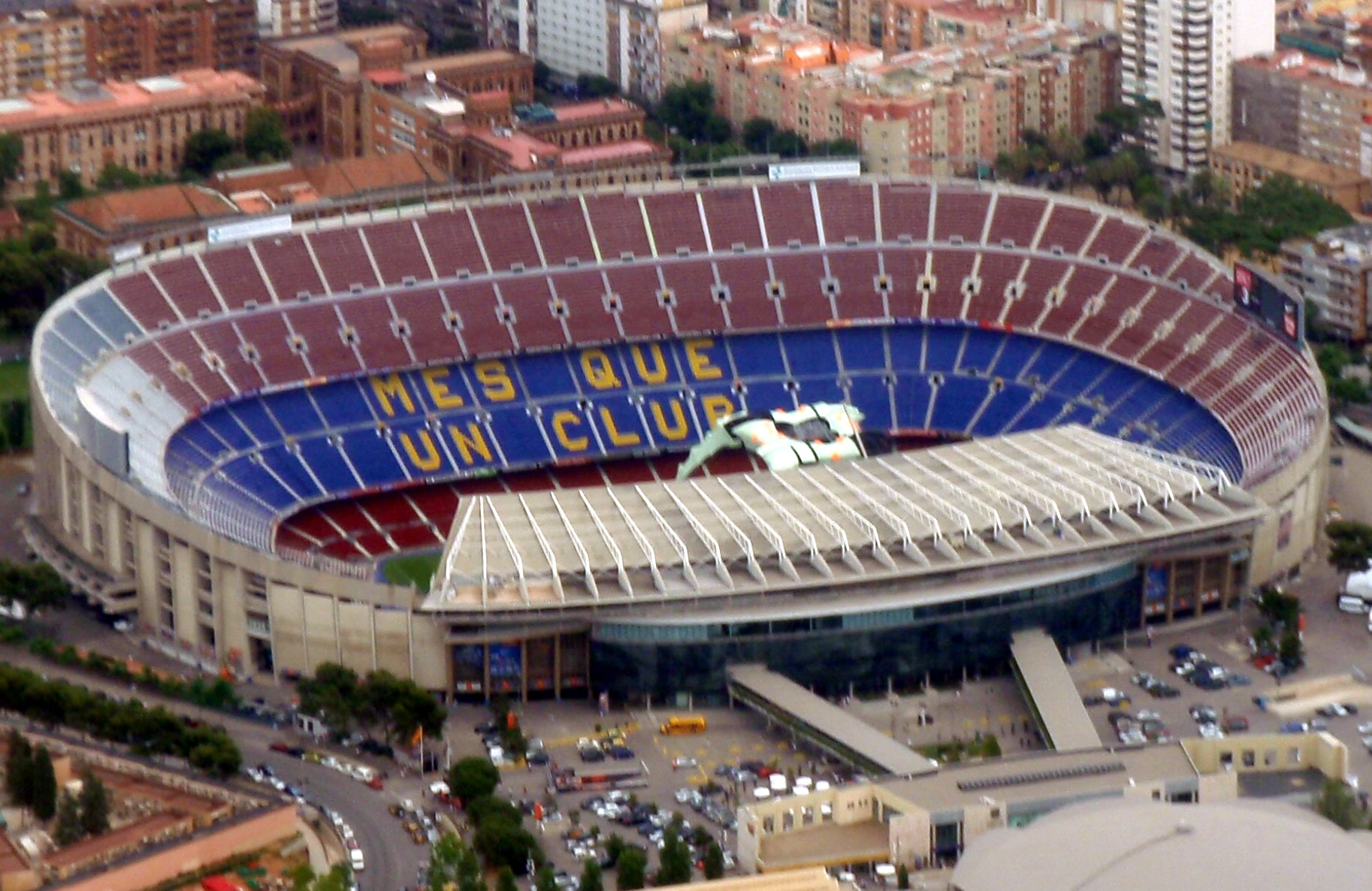
Fotografia aèria del Camp Nou (estadi)

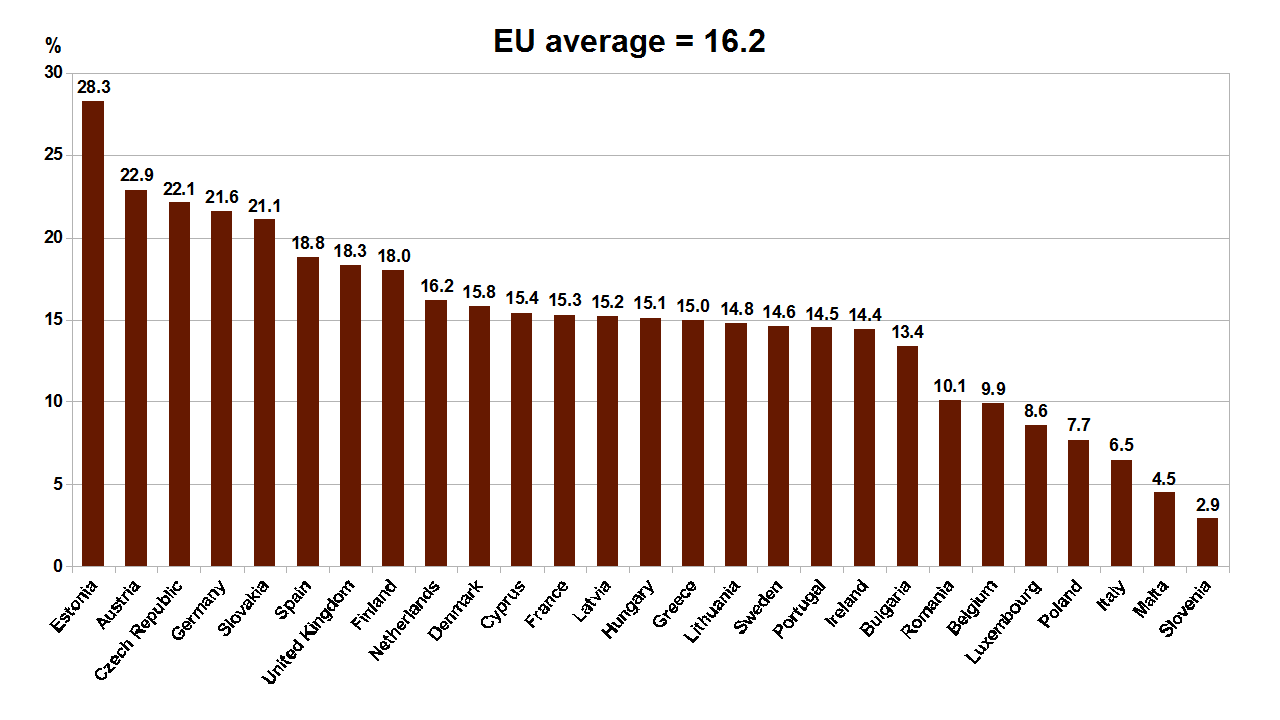
Bretxa salarial de gènere en salaris mitjos per hora segons Eurostat, 2014.

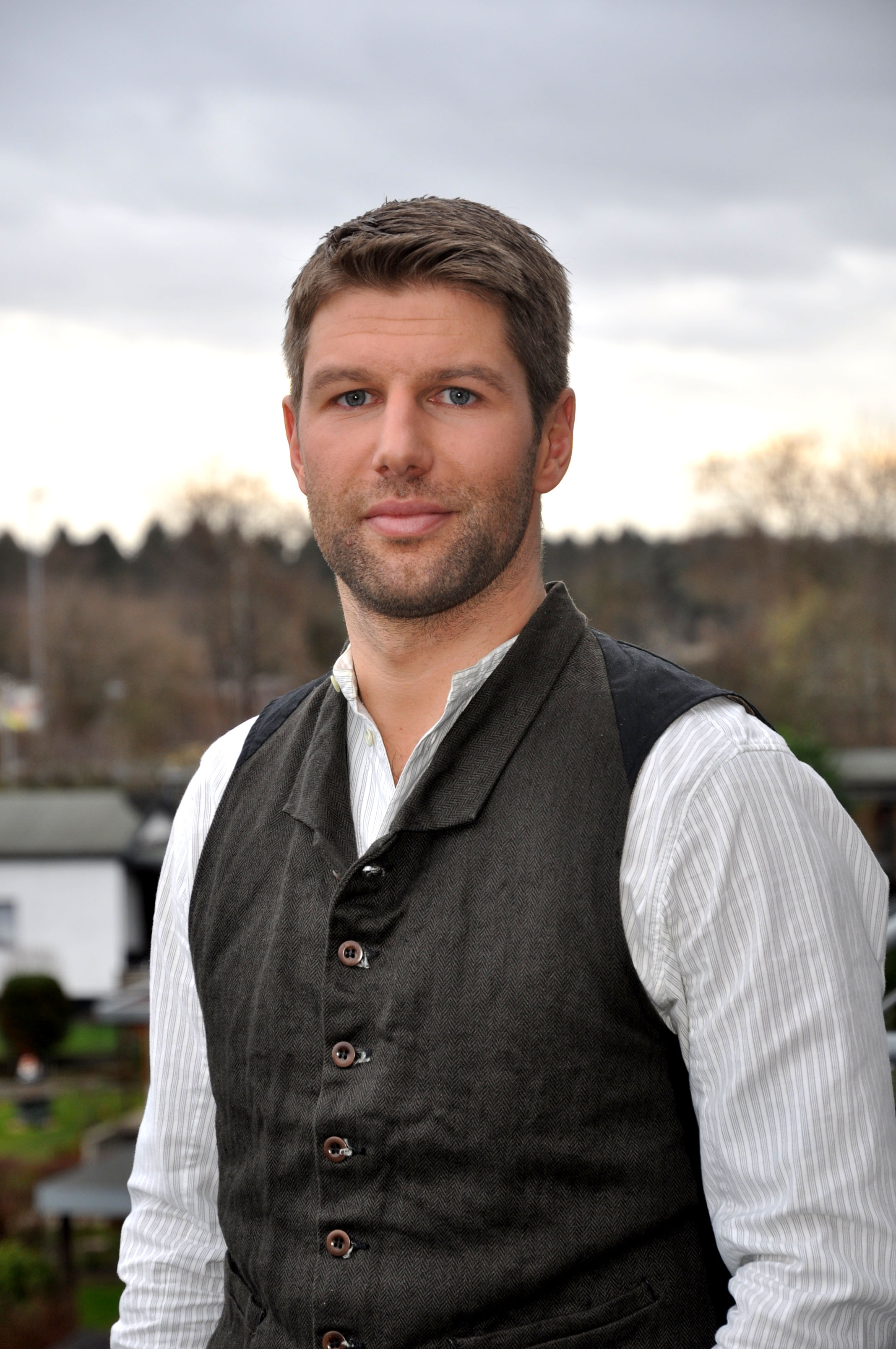
Thomas Hitzlsperger, jugador de futbol professional homosexual.

L'esport és un reflex de la societat i com a tal n'és la teatralització. Doneu entreteniment al públic, màxima de l'Imperi romà, màxima que aplica el poder a l'esport. Una màxima que ens serveix al capdavall per mesurar la penetració de la política a la vida de la població. Perquè, al cap i a la fi, la política acaba modulant els comportaments a través del soft power i l'esport, com a poder tou, no només permet modelar els comportaments, sinó també visualitzar el grau de penetració d'una ideologia. Així, per exemple, el grau de penetració d'una ideologia és ben visible si, després d'una fina a la Copa del Món de Futbol, surten multitud a celebra la victòria de la "Selecció Nacional". A banda de l'èxit esportiu, la població hi simula la victòria en batalla contra una altra nació.
L'esport, segons en Pascal Duret, sociòleg francès, és "la imatge idealitzada i el símbol o emblema d'una societat volguda". I, així doncs, ens informa del tipus de societat que ha construït, per exemple, l'estat a democràcia liberal. Més enllà dels resultats de les competicions, l'espectador és convidat a exaltar el talent. La competència entre equips i esportistes dona la imatge d'una societat en què s'hi viu en competència constant. Una competència que no entén d'orígens però de mèrits. Són els valors de la Il·lustració.
Més enllà d'això, les competicions de l'olimpisme modern també mostren que la societat viu de les desigualtats. En efecte, el mèrit no ho fa tot. També hi tenim els inesperats. Un partit de futbol, per exemple, pot haver-se perdut per un inesperat, algun element que ha vingut per trencar el mite, el relat narratiu d'una victòria anunciada. Per això, hi ha àrbitres al camp. L'altre equip, l'altre rival, pot utilitzar la trampa com a mètode d'aconseguir la victòria i, de resulte, implica la intervenció de l'àrbitre, mai estimat del tot. La imparcialitat no sempre és ben vista, sobretot si no és imparcial i està corrompuda. Per tant, l'esport deixa en evidència que la Il·lustració ha aconseguit impregnar la societat en tant que viu pel mèrit però aquest no existeix realment. La cobdícia, la reputació i altres elements expliquen que l'ésser humà es troba en plena competició desigual, sense les mateixes oportunitats, com ara a l'escola o al treball. Per aquest motiu empra la corrupció, igual de visible en política.
L'esport és, dins la ideologia del nacionalisme, un incentivador comportamental col·lectiu. És la imatge de com ha de ser tota una societat, és a dir, com ha de ser l'ésser humà en col·lectivitat. "Més que un club" (Barça) o "You'll never walk alone" (Liverpool). Per un costat, el primer eslògan, "més que un club" una nació, quina? la catalana. Per un altre costat, mai no caminaràs pas tot sol, per què? perquè la nació camina junta, amb els mateixos objectius i les mateixes cosmovisions. Quina, l'anglesa. De retruc, la selecció "nacional" francesa és la dels "blaus" i la pancastellana és la dels "vermells" mentre que als partits de futbol hispànics la grada catalana s'aixeca i xiula al minut 17:14 com la data del 1714, símbol de resistència de la "Nació catalana" a l'Imperialisme hispànic.
D'altra banda, d'ençà el final de la Segona Guerra Mundial una evidència s'ha fet més que visible a tot Occident: el futbol masculí és a tot arreu. Oimés, l'esport parteix d'una divisió de sexes que evidencia la desigualtat de gèneres a la societat. En efecte, només les competicions esportives amb equips masculins troben cabuda al panorama mediàtic que les incentiva, les exalta i les promou. Així, el bàsquet, la fórmula 1, el futbol, el rugbi o el tennis mereix ser seguits, sempre que hi competeixin homes. S'hi evidenciar, igualment, una diferenciació entre esports. El vòlei, el hoquei, la piscina o el ball no tenen els mateixos mèrits que el futbol o la fórmula 1. Reprenent estadístiques no esportives, veiem com alguns oficis semblen tenir més mèrits que d'altres, com el de periodista, presentador de televisió o economista, mentre que altres semblen ser reglats al menyspreu, com la prostitució, la neteja o el dependent de botiga. Se'n desprèn que algú que sigui dona, dependent de botiga i homosexual, no haurà fet res de la seva vida. En efecte, la poca presència del col·lectiu homosexual i la seva mala acceptació dins l'àmbit esportiu mediàtic, porta a considerar i fins i tot visibilitzar una evident desigualtat a la societat.

#### El mite de l'heroi
A còpia de donar una imatge per tal que la població la segueixi, l'esport és utilitzat com una multinacional. D'aquesta forma els esportistes es presenten ben sovint a la premsa com un conte de fades que acaba bé. Cristiano Ronaldo, per exemple, biogràficament neix a la Madeira, on les estudis no li corren del tot bé. Li apassiona el futbol i la seva passió el porta lluny. Seleccionat per clubs d'alt nivell, es torna en l'estrella més preuada del planeta amb el seu "baló d'Or". Manté relacions íntimes amb top models femenines i això agrada la premsa del cor que els persegueixen vagin on vulguin anar. Imatge de cosmètic, Ronaldo és musculat, es depila, utilitza crems i cuida el seu cos. Metrosexualitat perfecta per a diverses marques que el publiciten. És la figura grega d'antuvi, el model heroic que necessita la població. Però que ens revela igualment una societat superficial en què s'hi inculca obligatòriament un model hetero-normatiu. S'hi exalta el mite del mèrit però la realitat n'és una altra. És el mite de l'heroi que s'utilitza a totes bandes en política per exaltar un règim polític. Si, efectivament, hem agafat l'exemple de Cristiano Ronaldo no és ingenuïtat. El jugador ha estat acusat diverses vegades per la seva personalitat, força altiva i poc humil. Atès que és l'un dels jugadors més cèlebres i exitosos que ha exportat recentment Portugal, en aquest país la seva figura és exaltada amb el mite de l'heroi amb l'objectiu de donar una imatge del que hauria de ser la Nació portuguesa. Quelcom que permet exaltar el nacionalisme portuguès a dins com a fora del seu territori.

### Funció política de l'esport
L'esport no és doncs una competició neutral, sobretot quan la política el promou amb competicions "entre nacions". Una anàlisi antropològica permet dilucidar les funcions que exerceix l'esport en l'ésser humà:
1. Segons en Pascal Duret són un "paravent per als règims", és a dir, són un mètode d'exaltació del règim
2. Són igualment una manera de despolititzar i apaivagar els ànims davant d'unes tensions molt intenses en l'àmbit polític
3. És igualment una manera d'exaltació xovinista en temps de pau, és a dir, permet tenir una població mantinguda en una ideologia concreta sense recorre a la violència física
4. És finalment un mètode d'entreteniment

Aquests punts han estat rebatuts i matisats. Així, una altra anàlisi ens permet dir que l'esport és igualment un mètode per contestar un règim perquè l'olimpisme modern dona una bombo mediàtic que ben canalitzat pot servir a ajudar a l'alliberament de poblacions reprimides. És el cas de l'ús dels Jocs Olímpics com a reclama contra el racisme, de l'ús de les competicions esportives hispàniques com a reclama contra l'opressió patida per les nacions catalana o basca, la creació de competicions esportives paral·leles per contestar la política dels grans estats com ara les Jocs dels Petits Estats d'Europa, etc.
En segon lloc, cal considerar que els espectadors no són, majoritàriament, marionetes fanatitzades, tal com remarca en Pascal Duret. En efecte, la premsa pancastellana podria voler veure en les manifestacions a favor de la independència catalana, una població fanatitzada, com així acostumen a escriure, però, catalans com castellans no estan fanatitzats. Per això convé fer una anàlisi de l'espectre d'espectador que segueix les competicions esportives i, ben sovint, es revela que aficionats, ultres i hooligans són realment minoritaris. La població no es deixa doncs manipular tant fàcilment.

#### Tipus de públic
Tota anàlisi de mercat comporta una detecció del tipus de públic al qual l'empresa vol adreçar-se. L'Estat a l'hora de fer propaganda a través de l'esport no pot fer altra cosa que adaptar els mateixos criteris d'anàlisi que una empresa. Per això dins la geopolítica de l'esport convé saber el tipus de públic que acudeix als estadis i per quins motius hi acudeix. Això permet emprar una estratègia o una altra, segons l'objectiu que hi cerqui l'estat.
- l'espectador pur; és un tipus de públic imparcial que no pren posició per un equip o un altre. Acudeix a l'esdeveniment esportiu perquè vol veure-hi un "bon joc". Considera la seva neutralitat com una condició per al gaudir de l'espectacle i per això pot aplaudir dos equips o cap equip. El trobem de forma episòdica perquè no s'ha abonat a cap temporada concreta (Pascal Duret, 2019).
- l'aficionat; no s'acomoda gaire al "paga, seu, calla". El plaer el treu de les victòries del seu equip i per això hi donarà un suport incondicional. És un tipus de públic no racional que es mou per sentiments (Pascal Duret, 2019). Fàcilment manipulable, la seva fidelitat n'és la qualitat principal. Als esdeveniments hi acudeix en grup.
- l'ultra; va més enllà de l'aficionat perquè acudeix de forma organitzada, amb cants patriòtics, colors de l'equip i un gran respecte cap a l'equip i/o nació. És un tipus de públic molt sentimental, molt manipulable, però violent en tant que no dubtarà a fer respectar la reputació del seu equip per qualsevol mitjà. Les competicions esportives són sentides com una guerra a escala més petita. Una pèrdua els porta a assaltar els carrers per fer-hi respectar a través de la violència la suposada dignitat de la nació. No qüestionen tant el joc, però sobretot les condicions socials de l'adversari (Pascal Duret, 2019). És una armada improvisada.
- el hooligan; va més enllà de l'ultra. No acudeix als esdeveniments esportius per gaudir de l'espectacle i distreure's. Hi va perquè percep l'esdeveniment com un vertader camp de batalla (Pascal Duret, 2019).

L'ús polític de l'esport porta als extrems, com la presència dels hooligans, que desprestigien i força l'esport. Són, tanmateix, un termòmetre de la penetració dels valors d'un equip a la societat. Equip que, representat a mode d'equip nacional, permet igualment mesurar el grau de penetració del nacionalisme a la societat.
Amb aquests elements a la mà, l'estat pot fer-ne un ús o un altre, segons pugui convindre.

### L'esport com a integrador

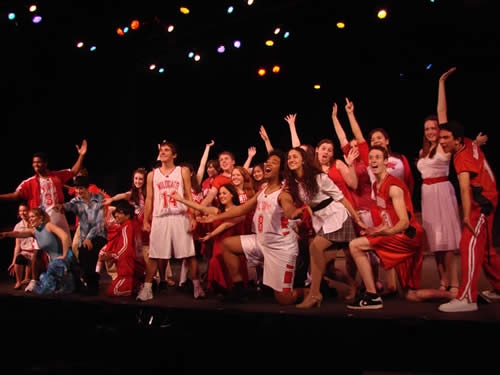
Fotografia del musical High School Musical, un exemple ben il·lustratiu de l'ús de l'esport com a exaltació del meritori i de la cohesió grupal.

L'esport també s'ha utilitzat políticament com a arma d'integració als barris marginats de les metròpoli. És així perquè l'esport en promoure un mite del mèrit, produeixen entre participants a la competició una vertadera forma de solidaritat. En efecte, dins d'un equip de futbol, per exemple, la competició els permet apropar-se els uns als altres, desenvolupant d'aquesta manera una certa solidaritat. Això permet construir cercles de seguretat i, com a tal, estreny lligams i fa desenvolupar la personalitat de l'individu en positiu.
Així doncs als Estats Units, per exemple, alguns alcaldes de metròpolis molt conflictives, recorren ben sovint a la promoció de l'esport als barris marginats. Això consisteix a portar a col·lectius d'actitud violent i que normalment es trobarien atractant o violentant població innocent, a practicar esport, com ara el bàsquet. D'aquesta manera se'ls inculca l'esperit del mèrit, així com la solidaritat mútua. Això permet modelar-ne el comportament. D'una banda, abandonen la delinqüència i, d'altra banda, miren de trobar solucions per poder aconseguir una vida millor econòmicament parlant. Aquestes polítiques venen acompanyades tot sovint d'ajudes a l'habitatge de forma a potenciar la reconciliació entre societat i individu. Quelcom que, d'altra banda, exemplifica el fracàs el sistema polític. En efecte, a presons dels Estats Units, tot i que a Europa també, es recorre ben sovint al ball com a forma esportiva per desencadenar comportaments menys marginals i més integrats.
L'ús del nom de ciutats com a equips esportius rivals també és una forma d'incentivar la solidaritat i, per tant, portar la població a treballar per un bé comú: el del desenvolupament de la ciutat. Per tot això, es distingeixen dos tipus de competicions: les de club i les de ciutats. Alhora als països occidentals, la política ha obligat els joves a tenir classes d'esport a l'escola durant tot els seu currículum. Això permet desenvolupar els llaços necessaris per a la construcció psicològica de l'individu i al mateix temps millorar-ne la salut, tot donant les claus a l'alumne per construir-se psicològicament i físicament.
Utilitzat malament per la política, l'esport a l'escola dona un aspecte totalment contrari a allò desitjat, com la formació manca d'autoestima. Això repercuteix en la vida mateix de l'alumne que deixa de veure oportunitats, entra en un esquema de mala gestió de les emocions, les quals el porten a la depressió i, no atesa eficaçment i d'hora, deriva en casos de depressió diversos per fracassos laborals. Alhora l'escola és de partença, així mateix es podria apreciar en estudis quantitatius i qualitatius realitzats a les aules, un factor de discriminació de gènere. En efecte, des de l'escola mateix que es cultiva la diferenciació de sexes: les dones el ball, els homes el futbol, els homes amb requeriments de resultats més elevats que per a les dones, etc. Es dona d'aquesta manera a l'alumne un model hetero-normatiu força explotat per les pel·lícules de Hollywood: l'home és violent, coratjós, imponent i protector, la dona fràgil, dolça i suau.
Amb tots aquests elements, l'olimpisme modern multiplica les "copes del món" de futbol, rugbi, etc. El nacionalisme és una ideologia que neix amb la Revolució Industrial. Són diversos els autors que l'han estudiat i, fet i fet, de forma general se'n desprèn que la vida urbana és de per se solitària i el nacionalisme hi és per crear vinculació a manca de tenir nucli familiar. Per això mateix l'esport és utilitzat per la política. La multiplicació de competicions a escala global amb "representacions de països" no és altra cosa que un mètode d'integració i de construcció d'un estat.

## Afers de geopolítica esportiva

### La celebració dels Jocs Olímpics

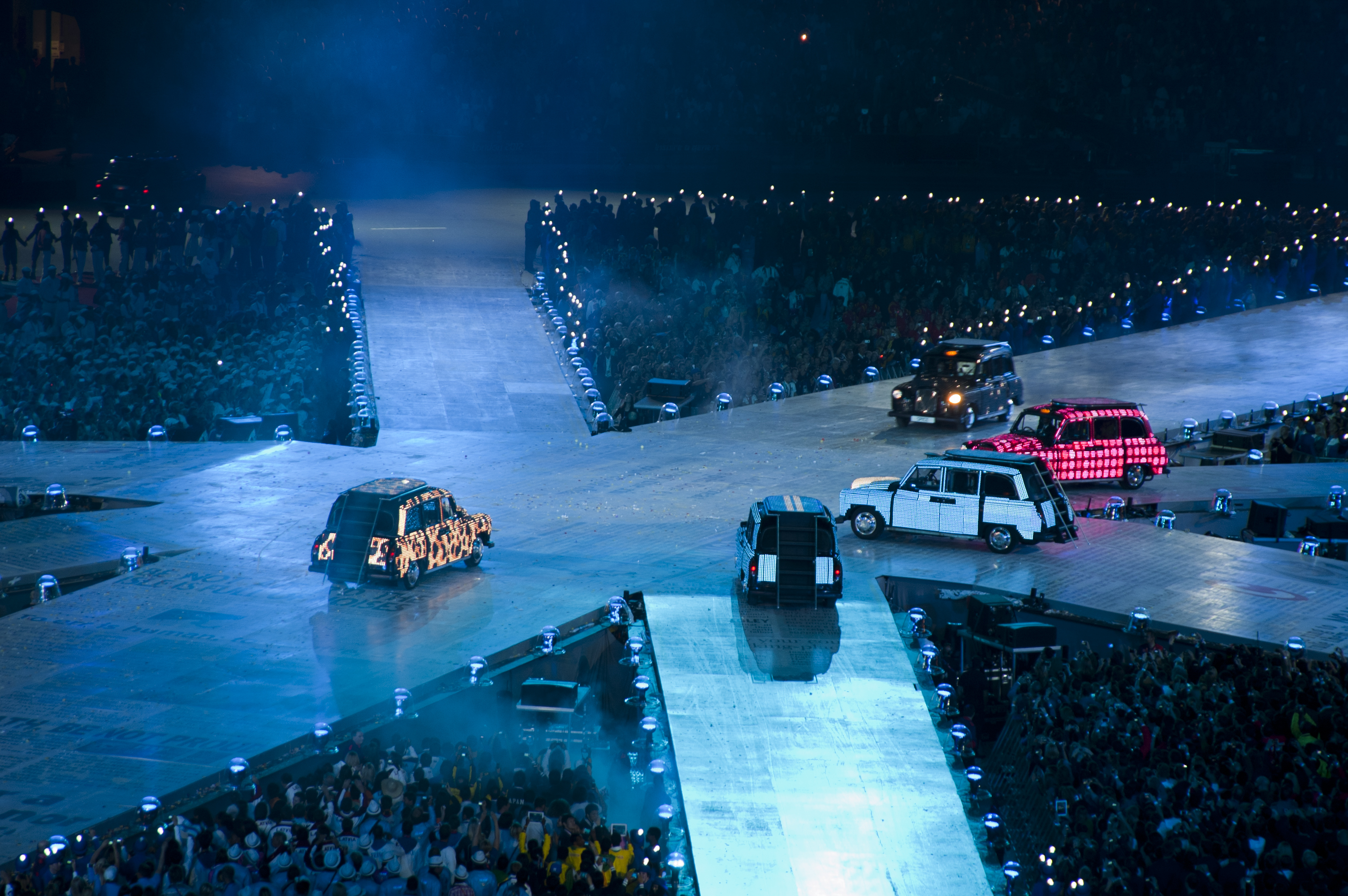
Fotografia de l'actuació de les Spice Girls a la cerimònia de clausura dels Jocs Olímpics d'Estiu del 2012 a Londres. Exhibició del soft power britànic mitjançant un grup de pop.

Els Jocs Olímpics són al segle XX les exposicions internacionals del segle xix. Veure's adjudicada l'organització dels Jocs Olímpics revela ambicions geopolítiques entre estats. En efecte, al segle xix les exposicions internacionals eren una vitrina propagandística per exaltar l'imperi i ajudaven a potenciar l'economia del país receptor. Aquesta funció la desenvolupen els Jocs Olímpics al segle XX i per això les adjudicacions han estat sempre objecte de controvèrsies. Els alcaldes de les capitals dels estats s'hi involucren deixant-hi quantitats enormes a les presentacions de candidatura com també a l'organització. En efecte, França deixà prop d'un miliar d'euros per la candidatura als Jocs Olímpics del 2024, així com els Jocs Olímpics de Londres del 2012 varen servir per fer mostra del soft power britànic amb una cerimònia plegada de música pop.
No totes les candidatures són acceptades perquè el COI tria ben sovint països en què no s'hi respecten els drets humans com ara la Xina o Qatar però també perquè rere les candidatures hi ha rivalitats entre imperis discordants. Durant la Guerra Freda els Estats Units i la Unió Soviètica es boicotejaven mútuament les organitzacions dels Jocs Olímpics com a represàlia i contraofensiva. Els boicotejos són recurrents als Jocs Olímpics. S'utilitzen per part de qui considera no just veure organitzar-se uns Jocs Olímpics per part d'un rival ideològic o per part d'algun país en què no hi ha ètica i moral política. Tot això evidencia el caire polític que s'amaga rere les celebracions d'esdeveniments esportius. Són una cara visible de l'actualitat geopolítica. L'adjudicació d'una capital per a l'organització dels Jocs Olímpics no és doncs innocent.

### La representació de les nacions
Els òrgans que han d'aprovar la participació dels estats tenen polítiques poc coherents en quant a l'acceptació dels membres, fet que posa de manifest l'ús evidentment polític de l'esport a mode de propaganda estatal. Així, per exemple, nacions que no tenen estat com ara Escòcia o Gal·les poden participar amb selecció de rugbi pròpia malgrat no ésser encara estats a banda. Alhora Kossove veu amb grans dificultats les seves participacions a les competicions internacionals per la vel·leïtat d'estats com l'hispànic o el rus a acceptar nacions emancipades.
El mapa de la representació de les nacions és doncs força divers i diferent d'allò que s'aprecia a l'ONU. Així, per exemple, Catalunya té la seva pròpia selecció de futbol i rugbi malgrat que és una nació que França com Anglaterra no volen acceptar a l'ONU. Aquest fet és més pragmàtic que naïf. Els estats com el Regne Unit tenen per costum d'acceptar que nacions sense estat com ara Escòcia puguin participar com a estats a banda amb l'objectiu de fer publicitat a l'interior com a l'exterior del país.
Això fa pensar als ciutadans que Anglaterra és un colonitzador tolerant que permet als escocesos de participar en competicions internacionals quan la realitat és que s'està fent una clara mostra de paternalisme i tutelatge de nacions que en termes de la Carta de les Nacions Unides haurien de tenir dret a emancipar-se i constituir-se com a Estats a banda. Quelcom que és utilitzat per aquestes nacions per guanyar-se reputació internacional i d'aquesta manera emancipar-se, tal com s'aprecia a les competicions esportives de la dècada dels 60 i 70 del segle XX amb Andorra, Mònec, entre d'altres, no acceptats pel paternalisme francès i hispànic a l'ONU.
Un fet, però, que és utilitzat a banda i banda amb intencions polítiques. Així, a la premsa francesa, per exemple, s'hi fa l'elogi constant a Escòcia, Irlanda i Gal·les com a nacions participants a la Copa de Rugbi, però s'ignora, de forma és o menys explícita, altres nacions com la catalana. Arrere hi tenim la traducció de les polítiques imperials de l'estat francès: reconeixement d'aquestes nacions com a forma de divisió del Regne Unit i no reconeixement de Catalunya com a resposta al Pacte Familiar entre les monarquies hispànica i francesa. De la mateixa manera, el nacionalisme escocès com gal·lès fan ús de la seva presència a aquestes competicions per exaltar el públic amb l'objectiu de promoure la secessió d'Anglaterra. Anglaterra, pragmaticament, no prohibeix i fins i tot accepta les lectures de la premsa francesa en tant que permet continuar tutelant aquestes nacions, tot reforçant la seva imatge de tolerància de cara a l'exterior.
Quelcom de similar torna a produir-se a l'àmbit del futbol. Espanya es nega a donar representativitat a Catalunya i el País Basc, per tal d'evitar-ne la secessió quan a l'altra banda, Anglaterra, mira de mantenir una actitud més pragmàtica. Per això mateix, tot seguint les polítiques estatals respectives, la premsa francesa fa propaganda expressament dels equips de futbol de caràcter hispànic, però en canvi menysté els catalans o bascs. A la mateixa línia Israel nega la participació de Palestina a la FIFA així com la Xina no pot evitar que Hong Kong participi com a estat a banda en certes competicions, a vista dels criteris de França com Anglaterra. És a dir, s'accepta abans com a membres a un enclavament que no constitueix cap nació, com ara Gibraltar, Hong Kong,... en lloc de nacions, com ara Kossove, Catalunya, el País Basc, etc, fent un vist-i-plau poc coherent amb altres nacions com ara Escòcia, Gal·les i fins i tot s'accepten divisions polítiques dins de nacions com ara Irlanda del nord i del sud, Corea del nord i del sud.
A l'escena política del futbol i l'esport en general, tots dos estats reparteixen com els plau, si cal, promouen violència expressament mitjançant boicots, propaganda a la premsa contrària a l'altre, etc. És doncs força habitual veure com premsa francesa relaciona terrorisme amb seleccions de futbol basques. Altres estats recorren a les suposades ingerències durant el matx d'algun esdeveniment esportiu.
La qüestió es torna més i més dimensionada amb la sobreexposició a la premsa francesa o britànica, segons l'estat, de les seleccions de futbol o de rugbi d'Àfrica com a mostra evidenciada del domini francòfon o anglosaxó del món. Es tracta de fer publicitat de l'Àfrica francesa o anglesa, així com a nou criteri de colonitzador més lleu, és a dir, propi del soft-power. La lectura parteix d'uns implícits: els antics pobles colonitzats, ara civilitzats perquè ja saben parlar anglès o francès, es presenten com a potències d'Àfrica per davant de l'altre, anglès, belga o francès.

### El mercat esportiu del futbol
El futbol és sens dubte l'esport rei al planeta després de la Segona Guerra Mundial. Genera milions de diners, no només als esportistes i els seus clubs, però també per als mitjans que participen a la seva difusió i, per descomptat, per als estats. Espanya, per exemple, obliga per Llei la difusió de contingut esportiu a l'any. És dir doncs la geopolítica que trobaríem en aquesta disciplina esportiva.
En efecte, el futbol s'ha tornat en un mercat lucratiu. Els jugadors de futbol d'arreu del món són pagats amb sous milionaris. Lionnel Messi i Cristiano Ronaldo rebien l'any 2019 prop de 209 milions de dòlars acumulats en dotze mesos. Un xifra extraordinària. Els clubs de futbol s'han transformat en vertaderes multinacionals que exporten el softpower de cada estat una mica per tot el planeta. Un bon exemple d'això és la imatge que mantenen el Manchester, el Barça o el Madrid arreu del món. Això porta els estats a utilitzar-los moltes vegades per al seu benefici propi. I és que amb la globalització s'ha establert un mercat futbolístic de fitxatges esportius. Les vendes hi són milionàries i permeten als països exportadors de jugadors de fer-se propaganda arreu del planeta.
Oimés, la difusió mateixa dels partits és objecte de geopolítica. Qatar posseeix els drets de difusió de la Lliga 1 i amb el seu canal de televisió BeIn Sports fa propaganda a favor seu a tots els països on s'hi ha implantat les seves filials. Quelcom que no agrada als Estats Units que des de la Revolució Iraniana han declarat la guerra a l'Iran, aliat de Qatar. Rere hi tenim una qüestió petroliera. Els Estats Units porten des d'abans i tot de la Segona Guerra Mundial negociant amb els països del Golf per fer-se amb petroli a bon preu. Fet que ha estat aprofitat pels petits estats del Golf per desenvolupar-se espectacularment a l'inici del segle XXI.
Les difusions dels partits de futbol són camp de batalla abonat una mica a tot Occident. Als Països Catalans, per exemple, la Corporació Catalana de Mitjans Audiovisuals mira temps ençà de poder accedir a la Unió de Ràdio Difusió Europea però Espanya no li permet perquè no voldria pas veure participar Catalunya com a estat a banda en competicions musicals. L'òrgan, altament polititzat¹, accepta, això no obstant, les televisions públiques de Flandes, Escòcia i Gal·les, cosa que posa en evidència les batalles polítiques que es lliuren a esquenes de la població, un reflex evident de les tensions polítiques apreciades als parlaments d'arreu d'Europa i Occident. Inclou, igualment, en algunes de les seves emissions països que no són europeus, com ara Israel o Austràlia, cosa que s'aprecia igualment als òrgans derivats de l'olimpisme de l'era moderna.
¹És un òrgan altament polititzat perquè funciona a còpia de l'ONU. És a dir, hi tenim el "consell decisor" que està format pels Aliats i Espanya, convidada en virtut del Pacte Familiar francohispànic. Així, malgrat el dret a vot de la resta de membres, els Big 5 fan i desfan com els convé, deixant a la resta de membres un paper de vassalls respecte dels primers.

### La política de la visibilitat
La geopolítica de l'esport inclou doncs les diverses formes amb què l'esport s'utilitza com a propaganda. En efecte, l'esport és una vitrina mundial amb què associacions, estats i altres col·lectius han mirat de fer-se visibles.
- Promoció imperial
  - Els Jocs Olímpics de 1936 varen ser utilitzats com a eina de propaganda del règim nazi
  - La premsa francesa sobreexposa les notícies relacionades amb el Madrid o la selecció nacional d'Escòcia, Gal·les i Irlanda com a aplicació de la política imperial francesa
  - Als Jocs Olímpics de 1975 la gimnasta Nadia Comaneci és utilitzada pel règim de Nicolae Ceausescu a Romania com a forma d'exaltació del règim
  - El bloc capitalista mira de boicotejar els Jocs Olímpics de 1974 organitzats a Rússia
  - Els Jocs Olímpics del 2008 a la Xina són utilitzats pel règim comunista com la porta d'entrada a la nova era en què la Xina ha de ser el nou monarca del tro internacional
  - El 393 l'emperador Teosodi I prohibeix els Jocs Olímpics acusant-los de ser propaganda pagana
  - L'any 1903 es crea el Tour de França com a soft-power francès
  - El 1915 el COI s'instal·la a Suïssa
  - El 1920 Bèlgica exclou dels Jocs Olímpics a Alemanya i Àustria
  - La URSS organitza l'alternativa als Jocs Olímpics anomenada Spartakiades l'any 1928 perquè considera els primers massa burgesos
- Promoció de les minories i majories minoritzades
  - Els Jocs Olímpics del 1968 són utilitzats per mirar de posar fi a la segregació racial. Dos atletes negres alcen el puny mentre sonava l'himne estatunidenc com a forma de protesta per la segregació racial del seu país.
  - L'any 1980 es creen els Gay Games com a protesta per l'homofòbia ambient als Jocs Olímpics
  - L'any 1985 es creen els Jocs dels Petits Estats a Europa com a protesta per la política imperial dels estats més gegants
  - A la dècada dels 2010 els mèdia francesos promouen intencionadament el futbol femení com a protesta per l'ambient masclista al futbol
  - TV3 estrena a la dècada dels 2010 una sèrie de televisió juvenil amb jugadores de hoquei com a protagonistes en signe de protesta per la preponderància del futbol i del masclisme a l'esport
  - L'algeriana Hassiba Boulmerka guanya als Jocs Olímpics de Berlín del 1936 desafiant l'islamisme radical
  - l'any 1900 les dones poden participar finalment als Jocs Olímpics
  - L'any 1948 s'estrenen els Jocs Paralímpics com a protesta per la no visibilitat de les persones amb diversitat funcional
- Promoció dels pobles
  - La presa d'hostatge dels Jocs Olímpics del 1972 són un exemple d'ús polític de l'esport per alliberar els pobles no emancipats
  - El Barça és la imatge internacional del poble català que mira d'emancipar-se de Castella
  - La presència de la selecció de futbol de Gibraltar mira de visibilitzar a l'àmbit internacional el seu descontentament de les polítiques imperials hispàniques
  - Primera organització dels Jocs panamericans l'any 1951 com a contraofensiva al domini estatunidenc als JO
  - Primera organització dels Jocs panàrabs l'any 1953 com a contraofensiva al domini eurocèntric dels JO

La visibilització és utilitzada igualment per microestats com a forma de supervivència davant d'uns estats gegants que construeixen imperis. L'exemple més estudiat és el de Mònaco, un microestat situat al sud-est de França, prop d'Itàlia i just amb costa cap a la Mediterrània. És el segon estat més petit d'Europa i ha utilitzat la compra i venda d'esportistes a l'àmbit del futbol com a forma de fer-se promoció als països francòfons. Una estratègia que ha estat represa per microestats del Golf, com ara Qatar que es dedica fins i tot a comprar accions i equips de futbol. L'exemple més difós és el patrocini al Barça o el PSG. En aquest sentit, l'Àfrica és un continent exportador de talents, fet que permet als països d'origen fer-se promoció i donar una imatge més positiva seva.

### L'arma diplomàtica

Logotip elaborat expressament per la UEFA Euro 2012.

Els esdeveniments esportius són igualment una forma d'apropar o d'allunyar dos estats o diversos estats entre ells. És una forma de fer diplomàtica per uns altres mitjans. Així, per exemple, l'Eurocopa del 2012 se celebrà a Ucraïna i Polònia simultàniament, com a mostra d'apropament mutu i d'organització col·laborativa. És, de fet, una il·lustració de com l'esport pot ser utilitzar com a forma de diplomàcia entre països. Però, també, des d'una vessant contrària, Moscou va decidir l'any 1984 de boicotejar els Jocs Olímpics que se celebraven als Estats Units com a diplomàcia menys visible, una forma de visibilitzar les tensions entre tots dos imperis. Alhora amants xinesos del futbol, decideixen marxar del camp l'any 2017 en ple partit entre Alemanya i la Xina degut al desplegament d'una bandera del Tibet a les grades. Els partits entre el Barça i el Madrid són ben sovint plens de censura mediàtica perquè Espanya no vol mostrar a la resta del món com els seguidors catalans del Barça despleguen banderes, missatges i altres símbols a favor de l'alliberament de la nació catalana, és a dir, a favor de la independència de Catalunya. És, altre cop, diplomàcia per altres mitjans.
Algunes temàtiques:
- El 1969 el partit de futbol entre el Salvador i Hondures serveix com a guerra entrecreuada entre els dos estats sense l'ús de les armes
- El campionat del món de tenis del 1971 veu com la Xina i els Estats units es disputen un partit a mode d'apropament diplomàtic
- Als quarts de final de la Copa Davis de 1987, Israel i l'Índia escenifiquen un acostament al partit
- L'any 1991 l'Àfrica del Sud és reincorporada al COI com a política d'acostament per l'abolició de l'apartheid
- El partit de futbol que oposava Armènia i Turquia el 2008 serveix com a mostra d'acostament després del tall de relacions diplomàtiques derivades del conflicte de l'Alt Karabakh al Caucas
- A la cerimònia d'inauguració dels Jocs del Mediterrani del 2018 el públic a les grades protagonitza una gran xiulada en contra de l'Estat espanyol, les seves polítiques repressores contra el dret d'autodeterminació català i a favor de la secessió de Catalunya
- L'Índia i Pakistan han fet del criquet l'esport nacional com a mostra de voluntat d'apaivagament de les tensions sorgides pel Caixmiri